# 吉本興業控股
吉本興業控股株式会社（日语：吉本興業ホールディングス株式会社，通稱吉本興業HD、吉本興業）是日本的大型藝人經紀公司、電視節目製作公司；創業於1912年（明治45年）4月1日，擁有超過百年歷史，是日本最古老的藝能事務所，也是吉本興業集團的中心。總公司設置於大阪府大阪市中央區以及東京都千代田區神田神保町，吉本方面自2002年以來稱呼大阪總公司為大阪本部、東京總公司為東京本部。為日本經濟團體聯合會與日本商品化權協會會員。

## 主要幹事
| 職務             | 幹事名                 | 備註                                                   |
| ---------------- | ---------------------- | ------------------------------------------------------ |
| 董事會董事長代表 | 吉野伊佐男             |                                                        |
| 副董事長代表     | 大崎洋                 | 原DOWNTOWN的經理                                       |
| 董事管理人代表   | 河村靜也（桂文枝）     | 落語家・兼任上方落語協會會長                           |
| 常務董事         | 若林正裕               |                                                        |
| 董事             | 橋爪健康               | ROJAM Entertainment Holdings Limited董事會董事長代表   |
| 董事             | 藤原茂樹               |                                                        |
| 董事             | 平島治                 | 大成建設（藝人團體，與大型施工承包商大成建設無關）協商 |
| 董事             | 原田裕                 | 律師                                                   |
| 執行委員         | 竹中功                 |                                                        |
| 監察人           | 山田有人               |                                                        |
| 監察人           | 蔭山幸夫               |                                                        |
| 監察人           | 沖津嘉昭               | 岩井證券董事會董事長代表                               |
| 監察人           | 水戸重之               | 律師                                                   |
| 特別顧問         | 岡本武士（笑福亭仁鶴） | 落語家                                                 |
| 文藝顧問         | 竹本浩三               | 廣播劇作家                                             |
| 協商             | 石元正春               | 原董事                                                 |

## 概要
能親自進行製作電視節目、劇場演出、以及培訓藝人的事務，尤其在搞笑藝人的經營管理部份展現出了壓倒性的強勢。原先只是一間演出公司，但現在成為以藝能事務所為中心的複合企業。被戲稱為是「搞笑综合商社」、「日本最大的藝能企業」。
公司名稱採用當初創業者自報的姓氏「吉本」，但現在公司的所有者並不是這個姓氏。
現時吉本興業旗下有大約700多名藝人。
另外，吉本興業現時亦是在香港創業板上市的寰亞傳媒（ROJAM Entertainment Holdings Limited；2000年2月29日成立；港交所：8075）的主要股東；寰亞傳媒由日本著名音樂人小室哲哉及其歌手前妻吉田麻美共同在香港創立，成立初期在大中華地區從事全面娛樂事業，並曾簽下多位女新人歌手（其中兩位當時的歌手陳敏之及譚凱琪現時分別是香港無綫電視藝員及驕陽音樂旗下歌手）。2002年9月30日，ROJAM收購上海龍傑娛樂有限公司（原上海智鴻娛樂有限公司）90%註冊股本，現時業務主要集中在中國大陸。2004年12月24日，ROJAM成為吉本興業與Fandango（Fandango, Inc.）之附屬公司。2007年10月31日，ROJAM完成收購深圳樂酷信息技術有限公司之全部權益。2008年3月31日，ROJAM於台灣台北市成立了全資子公司「香港商龍傑多媒體股份有限公司台灣分公司」，在台灣銷售吉本興業授權影音製品。2010年12月，吉本興業於首爾和台北市成立海外分公司，於台北市成立「台北吉本娛樂事業股份有限公司」。

## 沿革

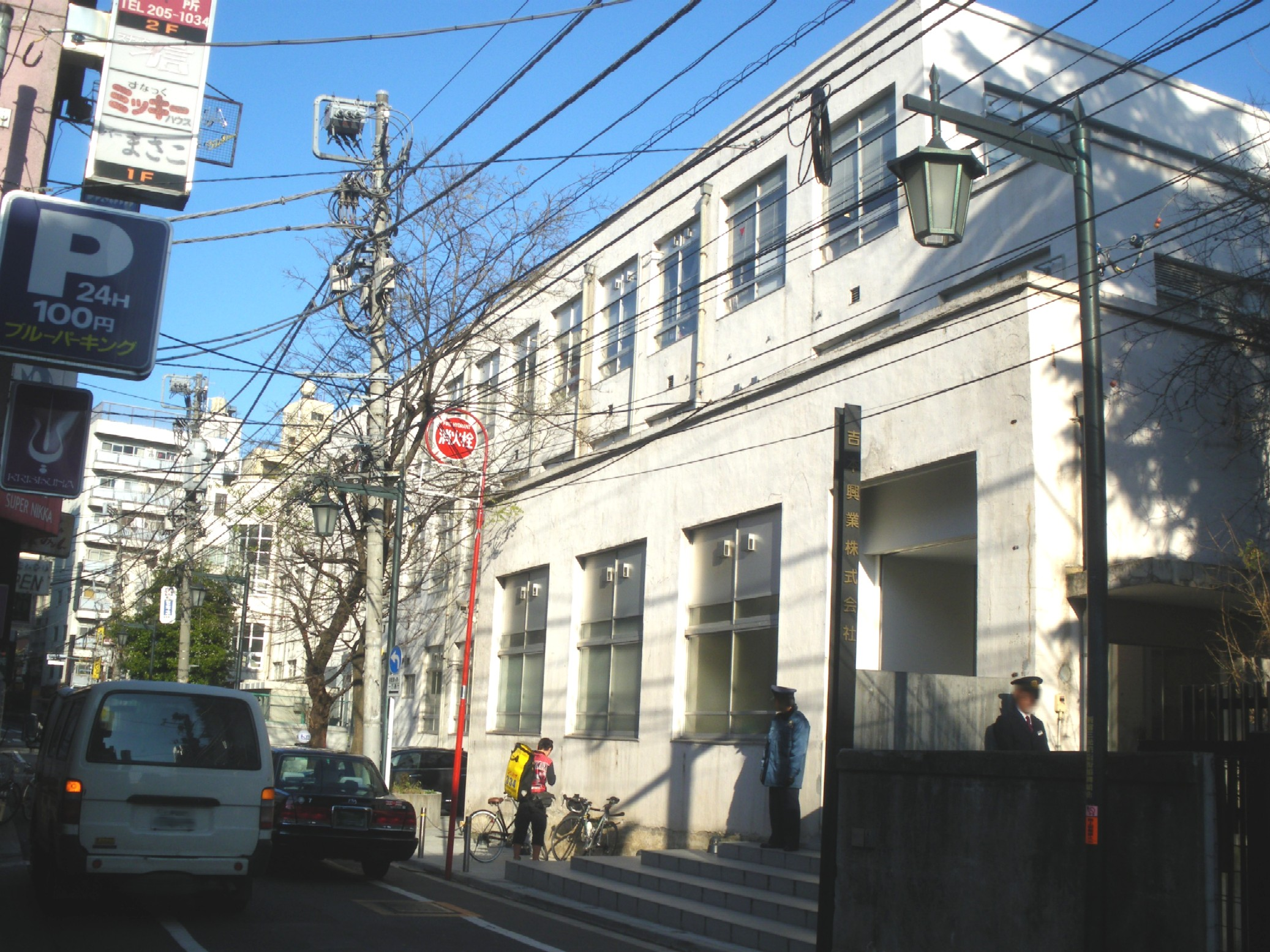
吉本興業東京本部舊址，位於東京都新宿區新宿5丁目，是原「新宿區立四谷第五小學校」（已廢校）校舍

- 1912年4月1日，吉本吉兵衛（本名吉本吉次郎，通稱泰三）及其妻吉本勢收購位於大阪市北區天神橋的「第二文藝館」，經營寄席。
- 1913年1月，吉本夫婦在大阪市南區笠屋町（今大阪市中央區東心齋橋）設立「吉本興行部」。
- 1922年1月，吉本夫婦收購位於東京都千代田區神田的寄席「川竹亭」，改名為「神田花月」。
- 1922年5月，吉本夫婦收購位於橫濱市伊勢佐木町的寄席「新富亭」。
- 1923年，新富亭改名為「橫濱花月」。
- 1924年，吉本吉兵衛因急性心肌梗塞逝世。
- 1932年3月1日，吉本興行部改組為「吉本興業合名會社」並設立東京支社，林弘高擔任第一屆支社長。
- 1933年，吉本興業成立電影部。
- 1935年11月，吉本興業東京支社的大本營「淺草花月劇場」開幕。
- 1941年，情報局與大政翼贊會主導成立「移動演劇聯盟」，吉本興業跟進成立「吉本移動演劇隊」展開全日本巡演。
- 1943年2月13日，當時吉本興業持有的大阪市通天閣（第一代）雖已被大火燒毀，卻停止重建，而被大阪府廳以「獻納」名目拆除，拆除所得的鋼材等原料投入軍工生產中。
- 1945年3月10日，由於東京大轟炸，神田花月與江東花月被燒毀，吉本興業在神奈川縣的劇場也遭波及。
- 1946年10月，吉本興業東京支社正式脫離吉本興業，獨立為「吉本株式會社」。
- 1946年11月，吉本株式會社成立「太泉映畫株式會社」（東映前身之一）。
- 1948年1月7日，吉本興業合名會社改組而成的「吉本興業株式會社」開業，但最後因業績下滑而聲請企業重整。
- 1949年5月14日，吉本興業在大阪證券交易所股票上市。
- 1950年3月14日，吉本勢逝世。
- 1959年3月1日，吉本興業將其持有的電影院「梅田Ground劇場」改裝而成的演藝場「梅田花月」開幕。
- 1961年10月2日，吉本興業在東京證券交易所股票上市。
- 1962年，「京都花月」開幕。
- 1963年，「難波花月」開幕。
- 2005年，吉本興業、Faith、Fandango與日本英特爾組成策略聯盟，在美國設立Bellrock Media。
- 2007年10月1日，吉本興業實施控股公司制度。
- 2008年，吉本興業東京總公司從東京都新宿區新宿5丁目搬遷至東京都千代田區神田神保町。
- 2009年，吉本興業與美國第一大演藝經紀公司Creative Artists Agency（CAA）締結合作關係。
- 2010年2月24日，吉本興業在東京證券交易所及大阪證券交易所股票下市。
- 2010年12月，吉本興業於首爾及台北市成立海外分社，於台北市成立「台北吉本娛樂事業股份有限公司」。
- 2011年，吉本興業台灣分社除了經紀事務之外，也執行了許多大型專案，如東映「假面騎士」2011台北公演與日本最大大阪燒道頓堀御好燒第一家台北分店開幕。
- 2019年，吉本興業旗下藝人被揭未經公司同意，私自接下春茗表演的工作，並涉及詐騙集團，11名藝人被暫停工作。

## 搞笑藝人
- 西川清
- 桂三枝
- 笑福亭仁鶴
- コメディNo.1
  - 坂田利夫
  - 前田五郎
- 明石家秋刀魚
- 島田紳助
- オール阪神・巨人
- 間寛平
- B&B
  - 島田洋七
  - 島田洋八
- 西川のりお・上方よしお
- 桂文珍
- 月亭八方
- 中田カウス・ボタン
- 大木こだま・ひびき
- 大平サブロー
- 大平シロー
- DOWN TOWN
  - 松本人志
  - 浜田雅功
- 130R
  - 板尾創路
  - 藏野孝洋
- 今田耕司
- 東野幸治
- 木村祐一
- 小米良啓太
- リットン調査団
  - 水野透
  - 藤原光博
- 山崎邦正
- 山田花子
- NINETY-NINE
  - 岡村隆史
  - 矢部浩之
- Razor Ramon
  - HG(住谷正樹)
  - RG(出渕誠)
- 雨后敢死队
  - 宮迫博之
  - 萤原徹
- 鐵公雞二人組
  - 遠藤章造
  - 田中直樹
- 藤井隆
- 河内家菊水丸
- 千原兄弟
  - 千原靖史
  - 千原浩史（日语：千原ジュニア）
- ジャリズム
  - 渡辺鐘
  - 山下しげのり
- FUJIWARA
  - 原西孝幸
  - 藤本敏史
- 水牛吾郎
  - 木村明浩
  - 竹若元博
- 池乃
- 倫敦靴子
  - 田村淳
  - 田村亮
- 東方收音機
  - 藤森慎吾
  - 中田敦彦
- 中川家
  - 中川剛
  - 中川礼二
- 加藤浩次
- DonDokoDon
  - 山口智充
  - 平畠啓史
- 車庫拍賣
  - 猩爺
  - 川田広樹
- ペナルティ
- ライセンス
- 陣内智則
- ランディーズ
  - 高井俊彦
  - 中川貴志
- シャンプーハット
- アップダウン
- 宮川大助・花子
- 今いくよ・くるよ
- ハイヒール
  - ハイヒールモモコ
  - ハイヒールリンゴ
- 村上ショージ
- Mr.オクレ
- ネゴシックス
- トミーズ
  - トミーズ雅
  - トミーズ健
- 品川庄司
  - 品川祐
  - 庄司智春
- 足球時間
  - 後藤輝基
  - 岩尾望
- ハリガネロック
- ケンドーコバヤシ
- ザ・プラン9
- 2丁拳銃
  - 小堀裕之
  - 川谷修士
- 次長課長
- ルート33
- ロザン
  - 宇治原史規
  - 菅廣史
- TUTORIAL
  - 德井義實
  - 福田充德
- 代田光
- 友近
- なかやまきんに君
- キングコング
  - 梶原雄太
  - 西野亮廣
- 三瓶
- 森三中
- 羅伯特
- インパルス
- タカアンドトシ
- かつみ♥さゆり
- なるみ
- 笑い飯
- 千鳥
- 麒麟
  - 川島明
  - 田村裕
- 南海甜心
  - 小山
  - 小靜
- ダイノジ
- 松本竜助
- POISON GIRL BAND
- おはよう。
- たいぞう
- 石田靖（本来は新喜劇座長だが、主に東京で活動中のためこのカテゴリーに入れた）
- 大山英雄
- 中西喜美恵
- 長原成樹
- 紫SHIKIBU
  - 宮迫博之
  - 螢原徹
  - 渡邊鐘
  - 田中直樹
  - ガレッジセール
  - 山下しげのり

## 新喜劇
座長
- 内場勝則
- 辻本茂雄
- すっちー
- 小籔千豊
- 川畑泰史
- 酒井藍

NGKレギュラー
- 青野敏行
- 秋田久美子
- 浅香あき恵
- 伊賀健二
- 五十嵐サキ
- 池乃めだか
- 井上竜夫
- 今別府直之
- 井村勝
- 烏川耕一
- 宇都宮まき
- 川畑泰史
- 桑原和男
- 小米良啓太
- 島木譲二
- 島田一之介
- 清水キョウイチ郎
- 末成由美
- たいぞう
- 高橋靖子
- 中條健一
- チャーリー浜
- ぢゃいこ
- 中恭太
- 中田はじめ
- なかやまきんに君
- 中山美保
- 西科仁
- 平山昌雄
- 別所清一
- 松下笑一
- 未知やすえ
- 南出一葉
- 宮崎高章
- 村上斉範
- 安尾信乃助
- 山田亮
- 山本奈臣実

以上。
- その他吉本新喜劇メンバー

## 藝人與演员
- 小室哲哉（已離開）
- 池脇千鶴
- 小川菜摘
- 名高達男
- 酒井美紀
- 鈴木美智子
- 大阪プロレス
- デーモン小暮閣下
- ちすん
- 西興一朗
- 岡村靖幸
- 風花舞（宝冢歌剧团出身）
- 竹中繪里
- 齊藤林子
- Vivian Hsu（已離開）
- 佐藤麻衣
- 小林優美
- 李亦捷
- 郭葦昀
- 黃泰安
- 元斌
- Lulu
- 鼓鼓
- 蕭秉治
- 吉本坂46
- JO1 (LAPONE娛樂)
- INI (LAPONE娛樂)
- OWV
- OCTPATH
- Rocket Punch

## 藝術家
- 明和電機
- ジミー大西
- 樋口あゆ子
- Source Music

## 子公司
- 吉本音樂

- 京樂吉本控股
- Showtitle

- LAPONE娛樂

## 外部連結
- 吉本興業官方網站（页面存档备份，存于）
- YouTube吉本興業官方頻道